# Felsőszentiván
Felsőszentiván là một thị trấn thuộc hạt Bács-Kiskun, Hungary. Thị trấn này có diện tích 53,54 km², dân số năm 2010 là 1976 người, mật độ 37 người/km².